# Philip H. Lathrop
Philip H. Lathrop, pseudonimo di Philip Lathrop (Merced, 22 ottobre 1912 – Los Angeles, 12 aprile 1995), è stato un direttore della fotografia statunitense.

## Riconoscimenti
- Oscar alla migliore fotografia
  - 1965 (bianco e nero): candidato - Tempo di guerra, tempo d'amore
  - 1975: candidato - Terremoto

## Filmografia parziale
- In licenza a Parigi (The Perfect Furlough), regia di Blake Edwards (1958)
- Operazione terrore (Experiment in Terror), regia di Blake Edwards (1962)
- I giorni del vino e delle rose (Days of Wine and Roses), regia di Blake Edwards (1962)
- La notte del delitto (Twilight of Honor), regia di Boris Sagal (1963)
- Soldato sotto la pioggia (Soldier in the Rain), regia di Ralph Nelson (1963)
- La Pantera Rosa (The Pink Panther), regia di Blake Edwards (1963)
- Tempo di guerra, tempo d'amore (The Americanization of Emily), regia di Arthur Hiller (1964)
- Pazzo per le donne (Girl Happy), regia di Boris Sagal (1965)
- Cincinnati Kid (The Cincinnati Kid), regia di Norman Jewison (1965)
- Papà, ma che cosa hai fatto in guerra? (What Did You Do in the War, Daddy?), regia di Blake Edwards (1966)
- Piano, piano non t'agitare! (Don't Make Waves), regia di Alexander Mackendrick (1967)
- Peter Gunn: 24 ore per l'assassino (Gunn), regia di Blake Edwards (1967)
- Senza un attimo di tregua (Point Blank), regia di John Boorman (1967)
- Sulle ali dell'arcobaleno (Finian's Rainbow), regia di Francis Ford Coppola (1968)
- L'uomo illustrato (The Illustrated Man), regia di Jack Smight (1969)
- Non si uccidono così anche i cavalli? (They Shoot Horses, Don't They?), regia di Sydney Pollack (1969)
- I temerari (The Gypsy Moths), regia di John Frankenheimer (1969)
- Il re delle isole (The Hawaiians), regia di Tom Gries (1970)
- Uomini selvaggi (Wild Rovers), regia di Blake Edwards (1971)
- Il ladro che venne a pranzo (The Thief Who Came to Dinner), regia di Bud Yorkin (1973)
- Terremoto (Earthquake), regia di Mark Robson (1974)
- Airport '75 (Airport 1975), regia di Jack Smight (1974)
- L'eroe della strada (Hard Times), regia di Walter Hill (1975)
- Prigioniero della seconda strada (The Prisoner of Second Avenue), regia di Melvin Frank (1975)
- Killer Elite (The Killer Elite), regia di Sam Peckinpah (1975)
- Airport '77, regia di Jerry Jameson (1977)
- Attimo per attimo (Moment by Moment), regia di Jane Wagner (1978)
- Driver l'imprendibile (The Driver), regia di Walter Hill (1978)
- Airport '80 (The Concorde ... Airport '79), regia di David Lowell Rich (1979)
- E io mi gioco la bambina (Little Miss Marker), regia di Walter Bernstein (1980)
- Dovevi essere morta (Deadly Friend), regia di Wes Craven (1986)